# Edwin Ray Guthrie
Edwin Ray Guthrie (9 de enero de 1886 al 23 de abril de 1959) fue un psicólogo estadounidense. Nació en la ciudad de Lincoln, Nebraska. Ahí transcurrieron los primeros años de su formación. Ingresó en la Universidad de Nebraska donde realizó estudios de matemáticas. Después de cinco años, se trasladó al departamento de psicología donde permaneció durante el resto de su carrera. El Dr. Guthrie tenía 33 años cuando hizo la transición desde la filosofía a la psicología.
En 1910 ingresó a la Universidad de Pensilvania para obtener su doctorado. 
En 1914 aceptó un puesto en la Universidad de Washington, después de un tiempo fue miembro del Departamento de Psicología, más tarde se convirtió en Decano de Estudios de Posgrado de dicha universidad.
Guthrie hizo contribuciones en la filosofía de la ciencia, la psicología anormal, psicología social, la psicología de la educación y la teoría del aprendizaje (Dallenbach, Bitterman y Newman, 1959). Lo recuerdan por la aportación de su teoría del aprendizaje basado en la asociación.
Defendió el principio asociativo de la contigüidad o condicionamiento simultáneo como ley fundamental del aprendizaje. A partir de Guthrie toman gran relevancia los modelos estadísticos de este aprendizaje.

## Teoría
Guthrie rechazaba la Ley del ejercicio de Thorndike. Guthrie creía en el aprendizaje mediante un solo ensayo, que afirma que un patrón de estímulos adquiere su fuerza asociativa, en la ocasión primera en que se aparece con una respuesta.

### Actos y movimientos
Los principios básicos del autor reflejan la idea de contigüidad de estímulos y respuestas.
·  Una combinación de estímulos con la cual se logra un movimiento, al recurrir tendrá a ser seguida por ese movimiento.
Los movimientos son conductas que resultan de contracciones musculares.
Guthrie distinguía a los movimientos de los actos, o clases de movimientos a gran escala que producen un resultado.
El aprendizaje por contigüidad implica que una conducta en una situación se repetirá cuando dicha situación se presente de nuevo, ese tipo de aprendizajes es selectivo.

### Fuerza asociativa
Plantea que el aprendizaje ocurre a través del emparejamiento de un estímulo y una respuesta.
·  Un patrón de estímulo adquiere toda su fuerza asociativa en el momento de su primer emparejamiento con una respuesta.
Guthrie no sugiere que las personas aprenden conductas complejas realizándolas solo una vez, él creía que desde el inicio quedan asociados uno o más movimientos. La repetición de una asociación añade movimientos, combina movimientos en actos y establece el acto en diferentes condiciones ambientales.

### Recompensas y castigos
Creía que el aprendizaje no requería que las respuestas fueran recompensadas. Las recompensas podrían servir para evitar el desaprendizaje (olvido), porque evitan el asociar respuestas nuevas con las señales de estímulo.
Formación y cambio de hábitos
Los hábitos son disposiciones aprendidas al repetir respuestas previas. La clave para modificar la conducta consiste en encontrar las señales que inician la acción y practicar otra respuesta ante ellas.
El castigo no es eficaz para modificar hábitos. El castigo que se aplica mientras se realiza una conducta podría interrumpir o suprimir el hábito. La amenaza de castigo podría resultar estimulante y fomentar el hábito. Es mejor modificar los hábitos negativos reemplazandolos por hábitos deseables.

## Experimento
El experimento que llevó a cabo Guthrie con gatos fue interpretado como evidencia de este principio del todo o nada del aprendizaje. Este autor utilizó una caja de escape similar a las de Thorndike. Al tocar un poste colocado en el centro, se disparaba el mecanismo que abría la puerta y permitía que el gato escapara. Cuando los gatos eran colocados por primera vez en la caja, la exploraban y realizaban una serie de movimientos aleatorios. Con el tiempo emitían una respuesta que liberaba el mecanismo y escapaban. Algunos golpeaban el poste con la pata, otros se restregaban o se apoyaban sobre él. La última respuesta del gato (golpear el poste) tenía éxito porque abría la puerta, y los gatos repetían su última respuesta cuando eran colocados nuevamente dentro de la caja. El último movimiento se asociaba con la caja, porque le permitía al animal escapar.